# John Mensah
Ne pas confondre avec Jonathan Mensah, un autre footballeur ghanéen.
Pour les articles homonymes, voir Mensah.
John Mensah, né le 29 novembre 1982, est un footballeur international ghanéen qui a évolué au poste de défenseur central.

## Biographie

### En club

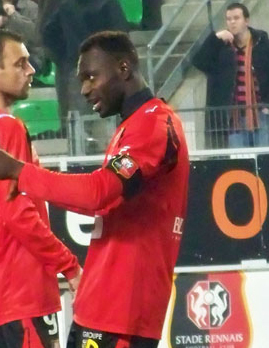
John Mensah sous les couleurs du Stade rennais en 2008.

John Mensah commence sa carrière professionnelle à Bologne (Italie) en 1999. Il est prêté en décembre 2000 au club suisse de Bellinzone qu'il quitte à l'intersaison 2001 pour un nouveau prêt au Genoa et, dès l'année suivante, il est transféré de Bologne au Chievo Vérone.
Au mercato d'hiver 2004, le Chievo Vérone le prête à son tour, à Modène. Il revient à Vérone pour la saison suivante mais, durant l'intersaison 2005, il est de nouveau prêté, cette fois à l'US Cremonese, en Série B.
Fin janvier 2006, John Mensah rejoint le Stade rennais, sous forme de prêt avec option d'achat. En l'espace de trois mois, il réussit à convaincre les dirigeants bretons de ses qualités. Ces derniers lèvent leur option, et Mensah signe un contrat de trois ans.
Le 21 juillet 2008, après deux saisons et demie à Rennes, John Mensah est transféré à l'Olympique lyonnais, avec lequel il signe un contrat de cinq ans. Un transfert qui permet au Stade rennais de récupérer une indemnité de 8,4 millions d'euros.
Lors du match Lyon - Le Havre du dimanche 15 février 2009, il est supposément victime de propos racistes proférés par un supporter havrais. Le supporter en question reconnaît les faits en garde à vue mais se rétracte par la suite. Il est mis en examen pour « injure raciale publique » puis mis en liberté sous contrôle judiciaire.
John Mensah connaît une première saison assez difficile à l'Olympique lyonnais. Il est rarement titulaire, et n'a que très peu d'occasions d'évoluer à son véritable poste, jouant parfois arrière droit pour pallier les absences de François Clerc et Anthony Réveillère, blessés, ou arrière gauche en remplacement de Fabio Grosso. John Mensah passe l'essentiel de la seconde moitié de la saison entre blessure et banc ; il est titularisé par Claude Puel lors du dernier match de la saison à Toulouse, mais est expulsé quelques minutes avant la mi-temps pour un tacle dangereux sur André-Pierre Gignac.
En août 2009, il est prêté avec option d'achat au club anglais de Sunderland AFC, avec lequel il confirme son potentiel mais également sa fragilité physique. En août 2010, il est de nouveau prêté à Sunderland pour 500 000 euros avec option achat. Le contrat prévoit que si le joueur participe à 25 rencontres durant la saison, il sera automatiquement transféré pour 5,5 millions d'euros. Cependant, le club anglais ne souhaite pas lever l'option d'achat. Par conséquent, Mensah retourne à l'Olympique lyonnais.
La saison suivante, John Mensah est blessé durant la majeure partie de l'année, et ne fait qu'une seule apparition sous le maillot lyonnais. Il parvient néanmoins à jouer la Coupe d'Afrique des nations de football, mais en revient de nouveau blessé.
Le 2 juillet 2012, John Mensah et l'Olympique lyonnais résilient à l'amiable leur dernière année de contrat restante, et le défenseur quitte Lyon après quatre ans passés dans ce club. Sans employeur, il retrouve le Stade rennais en novembre 2012 pour entretenir sa forme physique, et finit par signer un contrat de six mois avec le club breton le 2 janvier 2013. Il joue son premier match avec le Stade rennais le 6 janvier contre le RC Lens en Coupe de France. Cependant, il connait de nouveaux pépins physiques, et ne dispute que six matchs durant la seconde partie de saison.
À l'issue de son contrat, John Mensah reste un moment sans club avant de tenter de se relancer en Slovaquie en mars 2014 où il ne reste que quelques mois.

### En sélection

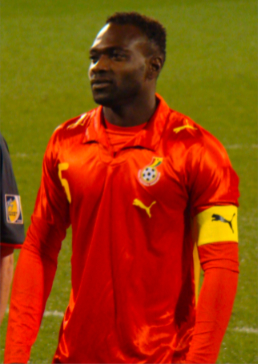
John Mensah sous le maillot du Ghana, en 2008.

En 2001, John Mensah est sélectionné pour participer au Championnat du monde juniors (-20 ans) avec son pays. Le Ghana parvient en finale en éliminant notamment le Brésil (avec un but de John Mensah), mais s'y incline contre l'Argentine. Plusieurs éléments de cette génération évoluent, comme Mensah, par la suite en équipe nationale, à l'instar de Sulley Muntari et Michael Essien.
Toujours avec l'équipe des espoirs ghanéens il participe aux Jeux olympiques d'été de 2004 à Athènes.
Cette même génération ghanéenne qualifie le pays pour la première Coupe du monde de football de son histoire et se rend en Allemagne en juin 2006 sous les ordres du sélectionneur serbe Ratomir Dujkovic. Le Ghana sort avec les honneurs de la compétition au stade des huitièmes de finale, éliminé par le Brésil.
En 2008, il participe à la Coupe d'Afrique des nations de football (CAN) organisée au Ghana. Son équipe échoue en demi-finale face au Cameroun et se classe finalement troisième de la compétition grâce à une dernière victoire sur la Côte d'Ivoire dans la petite finale (4-2). En 2010, il s'envole avec l'équipe nationale du Ghana pour la Coupe du monde de football 2010 en Afrique du Sud. Le Ghana se hisse jusqu'en 1/4 de finale mais perdra aux tirs au but contre l'Uruguay, alors que Mensah verra sa frappe sans élan stoppée.

## Statistiques
Le tableau suivant récapitule les statistiques de John Mensah durant sa carrière professionnelle,.
| Saison                | Club                  | Championnat           | Championnat | Championnat | Coupe nationale | Coupe nationale | Coupe de la Ligue | Coupe de la Ligue | Compétition(s) continentale(s) | Compétition(s) continentale(s) | Compétition(s) continentale(s) | Ghana | Ghana | Total | Total |
| Saison                | Club                  | Division              | M.          | B.          | M.              | B.              | M.                | B.                | Comp.                          | M.                             | B.                             | M.    | B.    | M.    | B.    |
| 2000 - 2001           | AC Bellinzone (prêt)  | 2                     | 8           | 0           | 0               | 0               | -                 | -                 | -                              | -                              | -                              | -     | -     | 8     | 0     |
| 2001 - 2002           | Genoa CFC (prêt)      | 2                     | 24          | 3           | 0               | 0               | -                 | -                 | -                              | -                              | -                              | 7     | 1     | 31    | 4     |
| 2002 - 2003           | Chievo Vérone         | 1                     | 11          | 0           | 2               | 0               | -                 | -                 | -                              | -                              | -                              | 4     | 0     | 17    | 0     |
| 2003 - 2004           | Chievo Vérone         | 1                     | 2           | 0           | 0               | 0               | -                 | -                 | -                              | -                              | -                              | 2     | 0     | 4     | 0     |
| 2003 - 2004           | Modène FC (prêt)      | 1                     | 6           | 0           | 0               | 0               | -                 | -                 | -                              | -                              | -                              | 3     | 0     | 9     | 0     |
| 2004 - 2005           | Chievo Vérone         | 1                     | 9           | 0           | 2               | 0               | -                 | -                 | -                              | -                              | -                              | 6     | 0     | 17    | 0     |
| 2005 - 2006           | US Cremonese (prêt)   | 2                     | 14          | 0           | 0               | 0               | -                 | -                 | -                              | -                              | -                              | 8     | 0     | 22    | 0     |
| 2005 - 2006           | Stade rennais (prêt)  | 1                     | 12          | 1           | 2               | 0               | 0                 | 0                 | -                              | -                              | -                              | 9     | 0     | 23    | 1     |
| 2006 - 2007           | Stade rennais         | 1                     | 23          | 0           | 1               | 0               | 2                 | 0                 | -                              | -                              | -                              | 5     | 0     | 31    | 0     |
| 2007 - 2008           | Stade rennais         | 1                     | 25          | 1           | 0               | 0               | 0                 | 0                 | C3                             | 2                              | 0                              | 13    | 0     | 40    | 1     |
| 2008 - 2009           | Olympique lyonnais    | 1                     | 12          | 0           | 1               | 0               | 0                 | 0                 | C1                             | 4                              | 0                              | 5     | 0     | 22    | 0     |
| 2009 - 2010           | Sunderland AFC (prêt) | 1                     | 16          | 1           | 0               | 0               | 1                 | 0                 | -                              | 0                              | 0                              | 9     | 0     | 26    | 1     |
| 2010 - 2011           | Sunderland AFC (prêt) | 1                     | 18          | 0           | 0               | 0               | 0                 | 0                 | -                              | -                              | -                              | 5     | 0     | 23    | 0     |
| 2011 - 2012           | Olympique lyonnais    | 1                     | 1           | 0           | 0               | 0               | 0                 | 0                 | C1                             | 0                              | 0                              | 6     | 3     | 7     | 3     |
| 2012 - 2013           | Stade rennais         | 1                     | 4           | 0           | 1               | 0               | 1                 | 0                 | -                              | -                              | -                              | -     | -     | 6     | 0     |
| 2013 - 2014           | FC Nitra              | 1                     | 5           | 0           | -               | -               | -                 | -                 | -                              | -                              | -                              | -     | -     | 5     | 0     |
| Total sur la carrière | Total sur la carrière | Total sur la carrière | 178         | 6           | 8               | 0               | 4                 | 0                 | -                              | 6                              | 0                              | 82    | 4     | 278   | 10    |

## Palmarès
- 2001 : Finaliste du Championnat du Monde Juniors (-20 ans).
- 2006 : Footballeur ghanéen de l'année
- 2008 : Troisième de la Coupe d'Afrique des nations
- 2010 : Quart de finaliste de la Coupe du monde